# POLAGRA

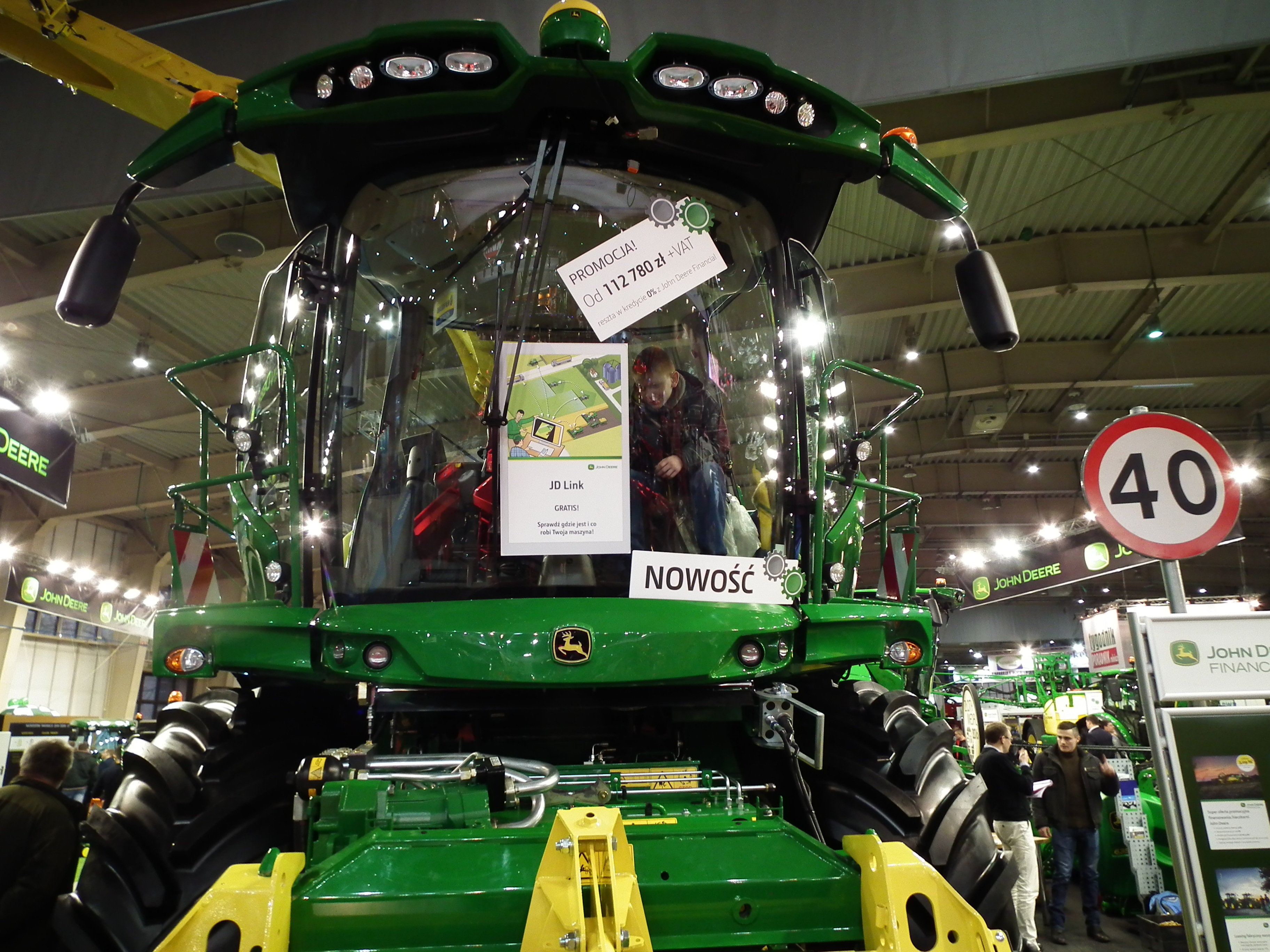
POLAGRA Premiery w 2016

POLAGRA – coroczne targi rolno-spożywcze w ramach Międzynarodowych Targów Poznańskich, do roku 2017 odbywające się we wrześniu. Targom spożywczym towarzyszą odbywające się na przemian targi logistyki i opakowań: Targi Opakowań dla Przemysłu Spożywczego PAKFOOD i Międzynarodowy Salon Techniki Pakowania i Logistyki TAROPAK. Od początku istnienia intensywnie rozwijane, a od 2018 podzielone na osiem autonomicznych imprez targowych.

## Historia
Pierwsza edycja POLAGRY miała miejsce w 1985 r. pod nazwą Międzynarodowe Targi Rolno-Spożywcze POLAGRA-AGROEXPO; do 1990 r. nosiła nazwę Międzynarodowe Targi Rolno-Przemysłowe POLAGRA. Współorganizatorami były AGPOL, ANIMEX i Centralna Spółdzielnia Ogrodniczo-Pszczelarska. Od początku była imprezą o szerokim zakresie tematycznym, obejmującym m.in. maszyny i urządzenia do uprawy i hodowli, maszyny i urządzenia dla przemysłu spożywczego, środki chemiczne stosowane w rolnictwie, produkty rolno-spożywcze, nasiona, sadzonki, kwiaty, zwierzęta żywe, pasze; ponadto odbywały się imprezy towarzyszące, m. in, wystawa zwierząt hodowlanych, aukcja koni itp.
Od 2000 r. targi POLAGRA uległy przeobrażeniom; podzielono je na dwie wyspecjalizowane imprezy: Targi Rolnicze POLAGRA-FARM oraz Międzynarodowe Targi Przemysłu Spożywczego POLAGRA-FOOD. Obie imprezy odbywały się w różnych terminach.  W 2007 r. część rolniczą podzielono na: FARMA Międzynarodowe Targi Hodowli, Ogrodnictwa i Rozwoju Obszarów Wiejskich, AGROPREMIERY Międzynarodowe Targi Mechanizacji Rolnictwa oraz Targi Ogrodnicze GARDENIA. Targi POLAGRA FOOD podzielono natomiast na następujące imprezy targowe: POLAGRA-TECH Międzynarodowe Targi Technologii Spożywczych oraz POLAGRA-FOOD Międzynarodowe Targi Wyrobów Spożywczych i Gastronomii. W 2016 r. w targach POLAGRA FOOD brało, udział 300 wystawców na powierzchni 10 tys. m², w 2017 r. – 900 wystawców z 36 krajów, a odwiedziło ją ponad 51 tys. osób. 

## Imprezy POLAGRY
- POLAGRA premiery – styczeń, technologie i innowacje
- Gardenia – luty, targi ogrodnicze
- Agro-Park – marzec, maszyny rolnicze
- Roltechnika – sierpień, wystawa sprzętu rolniczego
- POLAGRA Food – wrzesień, wyroby spożywcze
- POLAGRA-TECH – wrzesień, urządzenia dla przemysłu spożywczego
- POLAGRA Gastro – wrzesień, gastronomia
- Targi Smaki Regionów – wrzesień, kuchnia regionalna[4]